# Natrijev dikromat
Natrijev dikromat je kemijska spojina s formulo Na2Cr2O7. Ampak po navadi je sol vzeta kot dihidrat Na2Cr2O7*2H2O. Skoraj vsa kromirana ruda je izdelana preko pretvorbe v natrijev dikromat. Na ta način je letno proizvedenih mnogo milijonov kilogramov natrijevega dikromata. Glede na reaktivnost in videz sta si natrijev dikromat in kalijev dikromat zelo podobna. A je natrijeva sol približno dvajsetkrat bolj topna v vodi kot kalijeva sol (49 g/L pri 0C.) in tudi njena ekvivalentna teža je manjša, kar je pogosto zaželeno.

## Pridelava
Natrijev dikromat je v velikem obsegu ustvarjen iz rud, ki vsebujejo kromove(III) okside. Ruda je zavarovana z bazo, običajno natrijevem karbonatom, pri približno 1000 .C in v prisotnosti zraka (vir kisika):
2 Cr2O3 + 4 Na2CO3 + 3 O2 --> 4 Na2CrO4 + 4 CO2
Ta korak kromu daje topnost in mu omogoča, da se ekstrahira v vročo vodo. Na tej stopnji so druge sestavine rude, kot so aluminij in železne spojine,  slabo topne. Zakisljevanje dobljenega vodnega ekstrakta z žveplovo kislino ali ogljikovo kislino omogoča dikromat, ki je izoliran pri dihidratu s kristalizacijo. Ker je krom(VI) toksičen, še posebej kot prah, so take tovarne podvržene strogim pravilom. Na primer, odplaka s takih rafinerij je obdelana z reducenti, da povrne ves krom(VI) v krom(III), ki predstavlja manjše tveganje za okolje. Raznoliki hidrati te soli so poznani, rangirani z dekahidratom pod 19.5 C. (CAS# 13517-17-4) kot tudi heksa-, tetra-, in dihidrati. Pod 62.C te soli spontano izgubijo vodo, da dajo brezvodni material.

## Reakcije
Dikromat in soli kromatov so oksidanti. Za strojenje usnja je natrijev dikromat najprej zmanjšan z žveplovim dioksidom.
V območju organskih sintez  ta spojina oksidira benzilne in alilne C-H vezi v karbonilne derivate. Na primer, 2,4,6-trinitrotoluen je oksidiran v ustrezno karboksilno kislino. Podobno je 2,3-dimetilnaftalin oksidiran z Na2Cr2O7 v 2,3-naftalindikarboksilno kislino.
Sekundarni alkoholi so oksidirani v ustrezne ketone, npr. mentol v menton; dihidroholesterol v holestanon :
3 R2CHOH + Cr2O7 2- + 2 H+ --> 3 R2C=O + Cr2O3 + 4 H2O
Nanašujoč na kalijevo sol, je glavna prednost natrijevega dikromata v večji topnosti v vodi in polarnih topilih kot je ocetna kislina.

## Varnost
Kot vse šestvalentne kromove spojine tudi natrijev dikromat velja za nevarnega. Je tudi poznan karcinogen . 
1. ↑  Gerd Anger, Jost Halstenberg, Klaus Hochgeschwender, Christoph Scherhag, Ulrich Korallus, Herbert Knopf, Peter Schmidt, Manfred Ohlinger, "Chromium Compounds" in Ullmann's Encyclopedia of Industrial Chemistry, Wiley-VCH, Weinheim, 2005.
2. 1 2  Freeman, F. "Sodium Dichromate" in Encyclopedia of Reagents for Organic Synthesis (Ed: L. Paquette) 2004, J. Wiley & Sons, New York. DOI: 10.1002/047084289.
3. ↑  Clarke, H.T.; Hartman, W.W. (1941). »2,4,6-Trinitrobenzoic Acid«. Org. Synth.; Coll. Vol., zv. 1, str. 543
4. ↑  Friedman, L. (1973). »2,3-Naphthalenedicarboxylic Acid«. Org. Synth.; Coll. Vol., zv. 5, str. 810
5. ↑  Sandborn, L.T. (1929). »l-Menthone«. Org. Synth. Zv. 9. str. 59.; Coll. Vol., zv. 1, str. 340
6. ↑  Bruce, W.F. (1941). »Cholestanone«. Org. Synth.; Coll. Vol., zv. 2, str. 139
7. ↑  ILO 1369 - Sodium Dichromate